# Bisdom San Andrés Tuxtla
Het bisdom San Andrés Tuxtla (Latijn: Dioecesis Sancti Andreae de Tuxtla) is een rooms-katholiek bisdom met als zetel San Andrés Tuxtla, in Mexico. Het bisdom is suffragaan aan het aartsbisdom Jalapa. 

## Geschiedenis
Het bisdom werd opgericht op 23 mei 1959, uit delen van het bisdom Tehuantepec en het aartsbisdom Veracruz-Jalapa.

## Parochies
Het bisdom had in 2020 een oppervlakte van 13.495 km2 en telde 1.561.800 inwoners waarvan 74,1% rooms-katholiek was.

## Bisschoppen
- Jesús Villareal y Fierro (23 mei 1959 - 20 februari 1965)
- Arturo Antonio Szymanski Ramírez (21 maart 1965 - 13 augustus 1968; coadjutor sinds 20 april 1960)
- Guillermo Ranzahuer González (15 februari 1969 - 12 juni 2004)
- José Trinidad Zapata Ortiz (12 juni 2004 - 20 maart 2014)
- Fidencio López Plaza (2 maart 2015 - 12 september 2020)
- José Luis Canto Sosa (14 augustus 2021 - heden)

Jalapa (aartsbisdom) · Coatzacoalcos · Córdoba · Orizaba · Papantla · San Andrés Tuxtla · Tuxpan · Veracruz